# Didier Méda
Didier Jean Méda (* 8. Oktober 1963 in Thonon-les-Bains, Haute-Savoie; † 31. Oktober 1999 in Évian-les-Bains, Haute-Savoie) war ein französischer Freestyle-Skier. Er war auf die Disziplin Aerials (Springen) spezialisiert. Méda gewann zwei Medaillen bei olympischen Demonstrationswettbewerben, eine weitere Silbermedaille bei Weltmeisterschaften sowie sieben Springen im Weltcup.

## Biografie
Didier Méda stammte aus Thonon-les-Bains am Südufer des Genfersees und war Mitglied im Ski Club Thollon-les-Mémises.
Der Aerials-Spezialist gab im Februar 1984 in Courchevel sein Debüt im Freestyle-Skiing-Weltcup. Seine erste Spitzenplatzierung gelang ihm wenige Wochen später als Fünftem in Ravascletto. Anfang der folgenden Saison belegte er in Tignes als Dritter seinen ersten Podestplatz und gehörte von da an neben seinem gleichaltrigen Teamkollegen Jean-Marc Bacquin zur absoluten Weltspitze. Nach weiteren dritten Plätzen verpasste Méda bei den ersten Weltmeisterschaften 1986 in Tignes als Vierter nur knapp die Medaillenränge.
Im Dezember 1986 konnte Méda abermals in Tignes seinen ersten Weltcupsieg feiern. Mit drei weiteren Podestplätzen klassierte er sich in der Disziplinenwertung erstmals unter den besten drei. Im Rahmen der Olympischen Winterspiele von Calgary, wo Freestyle-Skiing erstmals mit Demonstrationswettbewerben vertreten war, musste er sich in seiner Paradedisziplin nur Jean-Marc Rozon geschlagen geben und gewann die Silbermedaille. Ein Jahr später sicherte er sich bei den Weltmeisterschaften am Oberjoch erneut Silber und kehrte in der Aerials-Wertung im Weltcup auf Rang drei zurück. Seine erfolgreichste Saison hatte Méda 1990/91. Nachdem er sich bei den Weltmeisterschaften in Lake Placid mit Platz sieben hatte begnügen müssen, feierte er vier Weltcupsiege, davon drei hintereinander und erreichte in der Disziplinenwertung als Zweiter hinter Philippe Laroche ein Karrierehoch. Bei den Olympischen Spielen von Albertville, wo Aerials wieder als Demowettbewerb ausgetragen wurde, holte er hinter Laroche und Nicolas Fontaine Bronze. Im März 1992 beendete er seine aktive Sportlerlaufbahn.
Méda starb am 31. Oktober 1999 gut drei Wochen nach seinem 36. Geburtstag in Évian-les-Bains.

## Erfolge

### Olympische Spiele
- Calgary 1988: 2. Aerials (Demonstrationswettbewerb)
- Albertville 1992: 3. Aerials (Demonstrationswettbewerb)

### Weltmeisterschaften
- Tignes 1986: 4. Aerials
- Calgary 1988: 2. Aerials
- Oberjoch 1989: 2. Aerials
- Lake Placid 1991: 7. Aerials

### Weltcupwertungen
| Saison  | Gesamt | Gesamt | Aerials | Aerials |
| Saison  | Platz  | Punkte | Platz   | Punkte  |
| ------- | ------ | ------ | ------- | ------- |
| 1984    | 43.    | 11     | 17.     | 66      |
| 1984/85 | 17.    | 22     | 6.      | 130     |
| 1985/86 | 20.    | 21     | 5.      | 128     |
| 1986/87 | 13.    | 23     | 3.      | 138     |
| 1987/88 | 26.    | 19     | 9.      | 130     |
| 1988/89 | 14.    | 23     | 3.      | 136     |
| 1989/90 | 18.    | 21     | 7.      | 126     |
| 1990/91 | 10.    | 23     | 2.      | 206     |
| 1991/92 | 15.    | 22     | 4.      | 177     |

### Weltcupsiege
Méda errang im Weltcup 24 Podestplätze, davon 7 Siege:
| Datum             | Ort         | Land        | Disziplin |
| ----------------- | ----------- | ----------- | --------- |
| 11. Dezember 1986 | Tignes      | Frankreich  | Aerials   |
| 12. März 1989     | Voss        | Norwegen    | Aerials   |
| 21. Februar 1991  | La Clusaz   | Frankreich  | Aerials   |
| 3. März 1991      | Oberjoch    | Deutschland | Aerials   |
| 10. März 1991     | Voss        | Norwegen    | Aerials   |
| 17. März 1991     | Pyhätunturi | Finnland    | Aerials   |
| 8. März 1992      | Madarao     | Japan       | Aerials   |

### Weitere Erfolge
- Europameister im Aerials 1985